# Гонзага, Паола
Па́ола Гонза́га (итал. Paola Gonzaga), или Па́ола Гонза́га Санвита́ле (итал. Paola Gonzaga Sanvitale; 1504 — 1570, Фонтанеллато, герцогство Пармы и Пьяченцы) — итальянская аристократка из Саббьонетской ветви дома Гонзага, дочь Лудовико, графа Родиго и владельца Саббьонеты. Жена Джан Галеаццо Санвитале; в браке — графиня Фонтанеллато.

## Биография
Паола Гонзага родилась в 1504 году. Она была первой дочерью и третьим ребёнком в семье Лудовико (ум. 1540), 2-го графа Родиго и владельца Саббьонеты из дома Гонзага, и Франчески (ум. после 1540) из дома Фиески, представители которого были графами Лаваньи. По отцовской линии Паола приходилась внучкой Джанфранческо, основателю Саббьонетской линии дома Гонзага, и правнучкой Лудовико III, 2-му маркграфу Мантуи. Она была старшей сестрой Джулии Гонзага, в замужестве герцогини Траэтты.

### Брак и потомство
В 1514 году десятилетнюю Паолу обручили с Джанфранческо II Палавичино, владельцем Дзибелло, но вскоре после обручения жених умер. В январе 1516 года её отец подписал брачный контракт, по которому она стала женой Джан Галеаццо Санвитале (1496—1550), графа Фонтанеллато, сына графа Джакомантонио Санвитале и Вероники да Корреджо из дома суверенных графов Корреджо и князей Священной Римской империи. Паола прибыла к мужу в замок Фонтанелло в 1520 году. В браке она родила девятерых детей:
- Джакомантонио (ум. 1563), рыцарь и оруженосец французского короля Франциска I, участник Итальянских войн, сочетался браком с Эмилией Паллавичино из дома маркграфов Шипьоне, от которой имел трёх дочерей;
- Филотея, монахиня в монастыре Святого Квентина в Парме;
- Клиция, монахиня в монастыре Святого Квентина в Парме;
- Перикария, монахиня в монастыре Святого Квентина в Парме;
- Роберто (ум. 1577), рыцарь пармского герцога Оттавио, глава кортежа португальской инфанты Марии — невесты будущего пармского герцога Алессандро, мажордом пармской герцогини Маргариты, сочетался браком с Антонией Гонзага из дома маркграфов Кастель-Гоффредо и владельцев Луццары, брак был бездетным;
- Эукерьо (ум. 1570), каноник и приор в Фонтанеллато, тайный камерарий и виночерпий римского папы Павла III, аббат-коммендатарий Джеронды, дипломат, с 1564 года епископ Вивьера;
- Луиджи, служил при дворе французского короля, затем был саббьонетским губернатором, сочетался браком с Короной Кавацци из дома графов Сомалья, от которой имел шесть сыновей и трёх дочерей;
- Пирро, приор в Фонтанеллато, каноник пармского собора с 1556 года, настоятель прихода святой Агнессы в Равенне с 1562 года, аббат-коммендатарий Джеронды с 1570 года;
- Федерико (ум. 1553), паж французского короля Франциска I и хлебодар дофина Генриха, участник Итальянских войн, во время которых попал в плен и умер вскоре после своего освобождения[7].

Дом Санвитале принадлежал к высшей знати герцогства Пармы и Пьяченцы. Его представители служили герцогскому дому Фарнезе. Их родовой замок находился в Фонтанеллато, близ Пармы. Муж Паолы был также верным союзником французского короля и римских пап. Когда родственники жены, поддерживавшие императора, попытались купить его лояльность, он категорически отверг их предложение. Джакомантонио, Роберто и Луиджи, старшие сыновья Паолы, занимали высокие посты при дворах пармских герцогов и французских королей. Другой её сын, Эукерьо, стал важным церковным сановником и был посредником в переговорах между королём Франциском I и герцогом Оттавио Фарнезе.

### Графиня и меценат
Паола была одной из самых образованных женщин своего времени. По словам современника, она «была искусна в письме, пении, вышивке во всех вещах необходимых принцессе… с талантом почти божественным». В 1530-х годах она вела переписку с французским королём Франциском I. В 1558 году уже вдовствующая графиня участвовала в торжественной встрече пармской герцогини Маргариты Австрийской. Паола овдовела в 1550 году. 
После смерти супруга, она принимала активное участие в судьбе детей и укреплении благосостояния семьи. Так, ею была построена церковь Святой Марии Магдалины в Борго-Сан-Доннино, бенефициями от которой пользовался её сын Эукерьо. В 1560—1562 годах она организовала брак старшего сына с невестой из дома Паллавичино. В 1557 году Паола построила особняк с хозяйскими постройками в Ночето. Благодаря ей, замок в Фонтанеллато стал важным культурным центром, где велись дискуссии на литературные, философские и богословские темы. При дворе Паолы служили философы и писатели Тиберио Росселли, Бенедетто Альбинео ди Бьянки и Чезаре Дельфини. Ею была собрана коллекция произведений искусства. Паола Гонзага умерла в 1570 году в Фонтанеллато.

## В культуре
В 1523—1524 годах, по приглашению супруга Паолы, при дворе в Фонтанеллато работал художник Пармиджанино. Здесь, расписывая стены будуара молодой графини, он написал фреску «История Дианы и Актеона», на которой изобразил хозяйку замка в образе Цереры, древнеримской богини плодородия. В настоящее время фреску можно увидеть, посетив музей на территории замка Санвитале в Фонтанелло.
По мнению некоторых искусствоведов, на картине «Мадонна с длинной шеей», созданной Пармиджанино в 1534—1535 годах, по всей вероятности, также изображена Паола Гонзага. Картина была написана по заказу Елены Байарди-Тальяферри и ныне хранится в собрании галереи Уффици во Флоренции.

## Комментарии
1. ↑  В некоторых источниках в качестве даты смерти ошибочно указан 1550 год[3][13] — год смерти мужа Паолы, которого она пережила на двадцать лет[8].